# Diode tunnel
Diode tunnel (tiếng Anh: tunnel diode) còn gọi là diode Esaki diode, là một loại diode bán dẫn có khả năng hoạt động rất nhanh ở vùng tần số vi sóng, được thực hiện bằng việc sử dụng các hiệu ứng cơ học lượng tử gọi là đường hầm.
Diode tunnel được phát minh tháng 8 năm 1957 bởi Leo Esaki khi ông làm việc ở Tokyo Tsushin Kogyo, bây giờ là Sony. Năm 1973 ông cùng với Brian Josephson nhận giải Nobel Vật lý cho khám phá các hiệu ứng điện tử đường hầm được sử dụng trong các diode.
Diode tunnel có một tiếp giáp p-n pha tạp mạnh và chỉ rộng khoảng 10 nm (100 Å). Kết quả pha tạp mạnh trong một khe vỡ, nơi trạng thái vùng dẫn điện điện tử trên lớp n phù hợp ít hay nhiều với trạng thái lỗ trống dải hóa trị trên lớp p.
Diode tunnel đầu tiên được Sony sản xuất năm 1957, sau đó từ khoảng năm 1960 General Electric và các công ty khác tham gia. Diode tunnel thường được làm từ germani, nhưng cũng có thể được làm từ arsenua galli hay silic. Chúng được sử dụng trong bộ chuyển đổi tần số và thiết bị dò. Do đặc tuyến IV có đoạn điện trở âm, nó được dùng cho tạo dao động, khuếch đại và chuyển mạch sử dụng trễ.
Năm 1977, đầu dò của vệ tinh Intelsat V sử dụng một bộ vi khuếch đại đầu-cuối sử dụng diode tunnel (TDA) hoạt động trong dải tần số từ 14-15.5 GHz. Những mạch khuếch đại đó được coi là tuyệt tác về công nghệ, với khả năng hoạt động ở tần số cao tốt hơn tất cả mạch sử dụng transistor. Năm 2013 các vệ tinh NEE-01-Pegaso và NEE-02 Krysaor sử dụng module quản lý năng lượng dựa trên một chuỗi các diode tunnel nhằm chuyển mạch nhanh giữa các quy trình sử dụng năng lượng mặt trời và các quy trình sử dụng năng lượng pin do đó thay thế những sơ đồ mạch rất phức tạp chỉ với vài linh kiện đơn giản.
Dao động tử thể rắn có tần số hoạt động lớn nhất ở nhiệt độ phòng dựa trên diode tunnel cộng hưởng (RTD)
Một loại diode tunnel khác nữa đó là diode kim loại-điện môi-kim loại (MIM), nhưng hiện tại ứng dụng chỉ giới hạn trong môi trường nghiên cứu do độ nhạy của nó. Cũng có loại diode kim loại-điện môi-điện môi-kim loại (MIIM) trong đó lớp điện môi thứ 2 cho phép "chui hầm từng bước" để điều khiển diode chính xác.

## Nguyên lý hoạt động

### 1.Trạng thái phân cực thuận
Diode tunnel có nồng độ pha tạp rất lớn do đó sự chênh lệch các mức năng lượng cũng rất lớn, dẫn đến mức năng lượng của dải dẫn phía n và dải hóa trị phía p chồng lấn lên nhau. Cơ học lượng tử phát biểu rằng electron có thể chui qua hàng rào thế năng nếu như độ dày vùng nghèo rất mỏng.
Trong trạng thái phân cực thuận, khi điện áp bắt đầu tăng lên, electron bắt đầu chui hầm qua lớp tiếp giáp p-n rất hẹp và lấp đầy các lỗ trống trong dải dẫn phía bán dẫn. Khi điện áp tiếp tục tăng lên, chênh lệch các mức năng lượng trở nên càng lớn và dòng qua diode giảm. Đây được gọi là vùng trở kháng âm vì dòng điện giảm trong khi điện áp tăng. Với điện áp tiếp tục tăng lên, diode biến thiên như diode thông thường, các electron được dẫn qua tiếp giáp p-n. Vùng làm việc quan trọng nhất của diode tunnel chính là vùng điện trở âm. Đặc tuyến Volt-Ampere của diode tunnel do đó khác với diode thông thường

### 2. Trạng thái phân cực ngược
Khi hoạt động trong trạng thái phân cực ngược, diode tunnel được gọi là diode ngược và đóng vai trò như chuyển mạch tốc độ cao với độ tuyến tính rất cao (chúng có đường đặc tuyến dưới 0 dạng hàm mũ chuẩn). Lúc này các electron lại chui hầm xuyên qua lớp tiếp giáp theo chiều ngược lại từ bán dẫn p sang bán dẫn n.

Đặc tuyến IV của diode tunnel, có đoạn điện trở âm ở vùng tô xám giữa v_{1} và v_{2}.

## Các đặc trưng hoạt động
Diode bình thường dẫn điện khi lớp tiếp giáp p-n phân cực thuận và khóa khi tiếp gíap phân cực ngược cho đến khi điện áp đạt tới ngưỡng gọi là "điện áp ngược đánh thủng" và diode lại bắt đầu dẫn điện (thường đi kèm với sự phá hủy của linh kiện). Với diode tunnel, mật độ pha tạp trong lớp p và lớp n rất cao đến mức điện áp ngược đánh thủng gần như bằng 0 và diode dẫn điện theo chiều ngược lại. Tuy nhiên, trong chế độ phân cực thuận, hiệu ứng gọi là "hiệu ứng đường hầm cơ học lượng tử" dẫn đến một vùng trên đặc tuyến ở đó sự tăng của điện áp dẫn tới sự giảm của dòng điện. Vùng điện trở âm này được sử dụng trong phiên bản bán dẫn của mạch tạo dao động Dynatron vốn sử dụng đèn chân không 3 cực
Diode tunnel cho thấy tiềm năng rất lớn trong các ứng dụng tạo dao động và chuyển mạch tốc độ cao bởi vì tần số hoạt động cao hơn nhiều so với đèn chân không, ở dải tần của vi sóng. Ứng dụng của diode tunnel có thể kể đến như thạch anh nội của các bộ thu sóng truyền hình UHF, mạch kích của dao động ký, mạch đếm tốc độ cao, mạch tạo xung nhanh. Nó cũng có thể được sử dụng trong khuếch đại vi sóng độ nhiễu thấp. Kể từ khi được phát minh, nhiều thiết bị bán dẫn thông thường khác đã vượt qua hiệu năng của diode tunnel. Trong nhiều ứng dụng, linh kiện bán dẫn 3 cực, ví dụ như transistror hiệu ứng trường, tỏ ra linh hoạt hơn so với các linh kiện chỉ có 2 cực. Diode tunnel trong thực tế hoạt động trong vùng vài miliamp vài phần mười volt, do đó chúng thuộc loại linh kiện công suất nhỏ. Diode Gunn có khả năng hoạt động ở tần số cao trong khi có công suất lớn hơn nhiều.
Diode tunnel cũng có khả năng kháng bức xạ ion lớn hơn nhiều các loại diode khác do đó chúng phù hợp với các môi trường bức xạ cao ví dụ như ngoài không gian

## Tuổi thọ
Diode tunnel nổi tiếng bởi độ bền của nó, khi mà một số diode được sản xuất từ thập kỷ 60 vẫn hoạt động tới ngày nay. Trong bài viết đăng trên tạp chí Nature, Esaki và các đồng nghiệp nói rằng các linh kiện bán dẫn nói chung rất bền bỉ, và dự đoán rằng hạn sử dụng của chúng có thể là vĩnh viễn nếu được bảo quản ở nhiệt độ phòng. Họ đưa ra các báo cáo về việc thử nghiệm quy mô nhỏ trên các linh kiện bán dẫn 50 năm tuổi cho thấy "bằng chứng mỹ mãn về tuổi thọ của diode". Trên thực tế một số diode mẫu của Esaki có hiện tượng ăn mòn của các điện cực bằng sắt mạ vàng khiến chúng bị nối với vỏ. Tuy nhiên điều này có thể được xử lý dễ dàng với kỹ thuật hòa tan bằng peroxide/giấm vốn được sử dụng để sửa các bảng mạch trong điện thoại di động và diode lại có thể vận hành bình thường
Tuy vậy các linh kiện này lại rất nhạy cảm với quá nhiệt do đó cần cẩn thận khi hàn. Các linh kiện thanh lý của Nga cũng rất tin cậy và có thể mua được với gía rất rẻ. Diode tunnel được bán phổ biến là loại GaAs và có tỉ số Ipk/Iv là 5:1 tại Ipk từ 1 dến 20mA do đó cần chú ý bảo vệ qúa dòng.